# 青春の風
『青春の風』（せいしゅんのかぜ）は、1968年（昭和43年）3月30日に公開された西村昭五郎監督の日本映画である。

## 概要
京都伸夫作の『花の三銃士』の映画化。原作は1955年に東方社から刊行されたが、現在は入手困難。また、映画もビデオ、LD、DVDなどのソフト化はいまだ実現していない。

## あらすじ
神戸のある女子短期大学に通う光子、愛子、峯子の3人は、フェンシングサークルの仲間で三銃士といわれるほどの仲よしだったが、卒業後、それぞれの道に分かれて行った。光子は実家の小豆島に帰り、愛子は地元の神戸で兄の圭介と暮らしながらレンタカーの仕事、峯子は道後温泉の実家で花嫁修業をしていた。しかしひょんなことから光子と峯子は愛子のアパートに転がり込み、圭介をめぐって恋の騒動になる。

## 作品データ
- 上映時間（巻数 / メートル） : 83分（8巻 / 2,275メートル）
- フォーマット : カラー - シネマスコープ・サイズ（1:2.35） - 24fps
- 音響 : Westrex Recording System - モノラル録音
- 映倫番号 : 15266[1]
- 公開日 : 日本 1968年3月30日
- 配給 :  日活

## スタッフ
- 企画：坂上静翁
- 原作：京都伸夫「花の三銃士」より
- 脚本：才賀明
- 撮影：姫田真佐久
- 照明：岩木保夫
- 録音：高橋三郎
- 美術：横尾嘉良
- 編集：丹治睦夫
- 助監督：三浦朗
- 色彩計測：佐藤重明
- 現像：東洋現像所
- 製作担当者：牛山正夫
- スチール：坂東正男（ノンクレジット）
- 協賛：いがるが牛乳 大阪・生野本社、UCC上島珈琲本社、トーヨーエプソン、ピーコックハンドバッグ発売元
- 協力：奥道後国際観光、ホテル奥道後
- 方言指導：久本有紀
- 監督：西村昭五郎

## 音楽・主題歌
- 音楽：林光
- 主題歌：「鏡の中の私」（ビクターレコード）
  - 作詞：なかにし礼
  - 作曲：鈴木邦彦
  - 唄：吉永小百合

## 出演
- 吉永小百合 : 楠本光子（短大出のメイド・“ピカちゃん”）
- 浜田光夫 : 風見圭介（愛子の兄）
- 和泉雅子 : 風見愛子（レンタカーのホステス・“ラブちゃん”）
- 杉良太郎 : 岩上岩太（放浪画家）
- 川地民夫 : 畑中主任（愛子の上役）
- 川口恒 : 田所大作（カメラマン）
- 山本陽子 : 小林峯子（旅館の娘・“ネコちゃん”）
- E・H・エリック : クーパー氏
- イーデス・ハンソン : エリザベス夫人
- 坪内美詠子 : 楠本由紀（光子の母）
- 殿山泰司 : 小林庄造（峰子の父）
- 藤竜也 : 梅津健吉（圭介の友人）
- 橘和子 : 加山令子（社長の姪）
- 渋沢詩子 : 梅津千枝（健吉の姉）
- 河上喜史朗 : 忠さん（番頭）
- 玉村駿太郎 : お巡り
- 黒田剛 : みかん畑の百姓
- 重盛輝江 : お松（女中）
- 佐藤サト子 : アベックの客（女）
- 長浜鉄平 : クリーニング屋のゴロちゃん
- 市村博 : アベックの客（男）
- ステハン・ロデワールド（ステハン・ロデアース）：ジョージ
- 千代田弘 : 郵便配達
- 園田健夫 : 令子の夫
- 渡辺智子 : ウェイトレス
- 西原泰江 : バスガール
- 小沢栄太郎 : 楠本洋策（光子の父）
- 村田寿男：トラック運転手（ノンクレジット）

## 同時上映
『残雪』
- 監督：西河克己　脚本：智頭好夫、大江原正泰（大工原正泰）
- 出演：舟木一夫、松原智恵子
- 脚本の智頭好夫は西河克己監督のペンネーム。